# Simca-Chrysler 160 / 180 / 2 litres / 1610
 (avril 2023).
Si vous disposez d'ouvrages ou d'articles de référence ou si vous connaissez des sites web de qualité traitant du thème abordé ici, merci de compléter l'article en donnant les références utiles à sa vérifiabilité et en les liant à la section « Notes et références ».
En octobre 1970, lors du salon de l'Automobile de Paris, Simca présente les Chrysler 160, 160 GT, et 180.
Le nom Chrysler sème le trouble auprès de certains clients qui se demandent s'il s'agit bien d'une Simca ou d'une américaine aux dimensions européennes.
La genèse de ce modèle est compliquée : Chrysler est entré dans le capital du groupe anglais Rootes (Hillman, Humber, Singer, Sunbeam, Talbot, Commer et Karrier) et contrôle, en France, Simca. Les bureaux d'études de ces deux sociétés conçoivent au même moment un nouveau modèle de routière, motorisé par un 1600 et un 1 800 cm3 voire par un six-cylindres.
Pour la marque française, un projet baptisé 929 est présenté comprenant trois prototypes respectivement dessinés par Simca (XA), Bertone (XB) et Chrysler (XC). Le projet est annulé par la direction de Chrysler qui choisit la proposition anglaise de Rootes, la C-Car dont les lignes s'inspirent de l'Hillman Avenger (en) influencé par le style américain « coke-bottle ». Le moteur six-cylindres Humber (malgré les 31 millions de Livres déjà investis) est toutefois écarté au profit des blocs quatre cylindres de Simca.

## Versions
- La 160 est le modèle de base[1],[2]. Dès ce niveau, Simca introduit, par rapport aux Simca 1301 / 1501, un progrès technique sur les motorisations : course super carrée (alésage supérieur à la course), arbre à cames en tête entraîné par chaîne. Cette mécanique est conçue pour subir de futures augmentations de cylindrée. Dotée d'un moteur 1 639 cm3 de 80 ch (9 CV - 155 km/h)[3], la 160 cible particulièrement les propriétaires de Simca 1301/1501 désireux de changer leurs autos pour un modèle de gamme supérieure. L'équipement est bien sûr mesuré, même les butoirs de pare-chocs sont absents laissant seules les simples lames d'acier chromé (ils apparaîtront un peu plus tard). Les freins sont à disques à l'avant et à tambours à l'arrière[3],[4].

- La 180 bénéficie d'un traitement nettement plus flatteur. Le moteur, porté à 1 812 cm3, voit sa puissance passer à 97 ch (10 CV) avec une vitesse de pointe de 170 km/h[5]. L'équipement proposé est plus riche : starter automatique, compte-tours, ornements intérieurs en faux bois, dégivrage de la lunette arrière, feux de recul, et quatre freins à disques[6].

- La 160 GT est dotée du moteur de la 180 et de l'équipement de la 160. La montre est alors remplacée par un compte-tours[4].

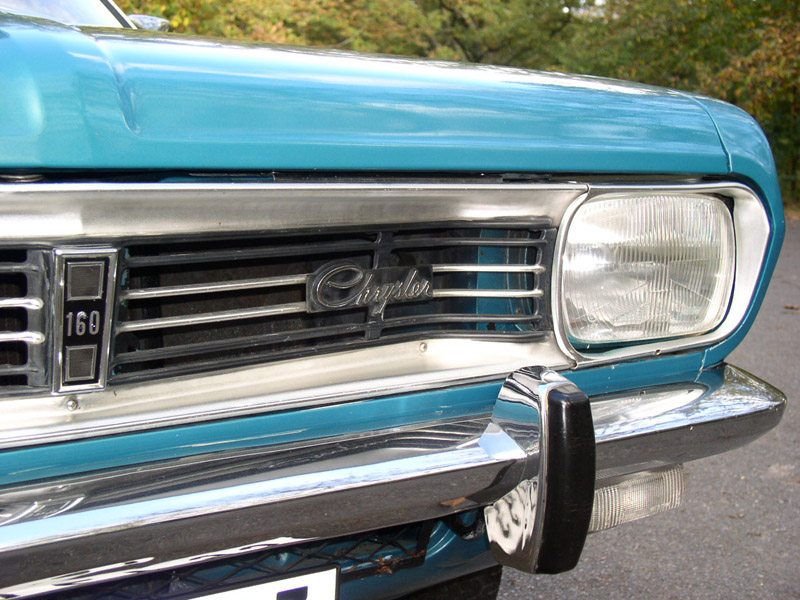
Détail des monogrammes avant
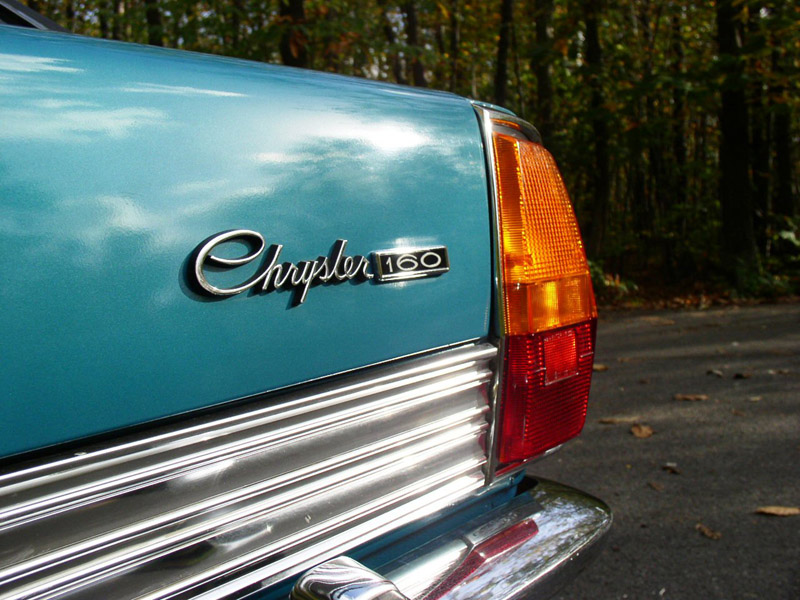
Détail des monogrammes arrière
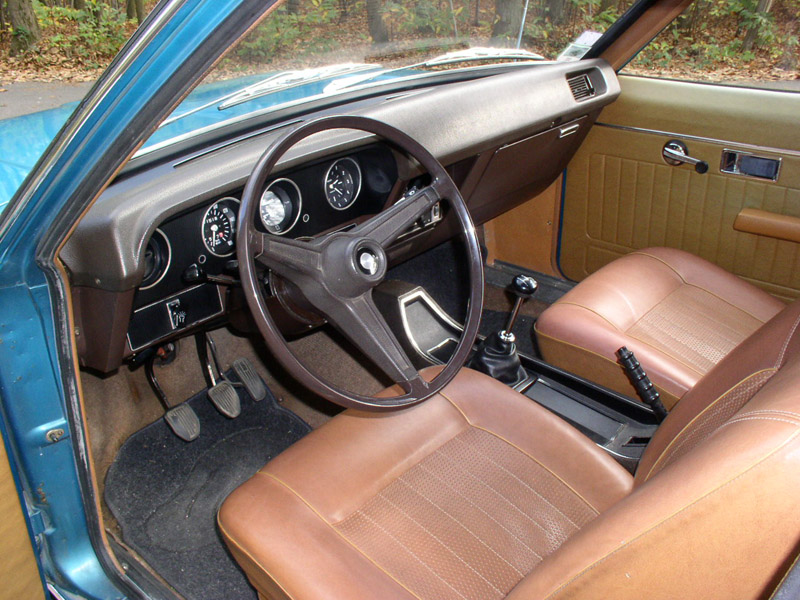
Le poste de conduite d'une Chrysler 160 de 1973

## Évolutions
En 1973, le moteur subit un premier réalésage pour amener la cylindrée à 1 981 cm3. La puissance grimpe alors à 110 ch (11 CV). La particularité de cette mécanique est qu'elle est destinée à n'être accouplée qu'à une transmission automatique Chrysler à 3 rapports et donne donc naissance à la Chrysler 2 litres automatique. La vitesse de pointe n'évolue pas par rapport à la 180 à cause du glissement du convertisseur de couple. La boîte automatique offre un grand confort de conduite et une excellente fiabilité (elle a déjà été produite à plusieurs millions d'exemplaires pour équiper des moteurs beaucoup plus puissants que le 2 litres). L'équipement est en hausse : phares longue portée ; pavillon recouvert de vinyle et nouvelles jantes de 14 pouces équipées de nouveaux enjoliveurs.
En 1977, la production est transférée en Espagne dans les usines Barreiros SA, filiale de Chrysler-Europe afin de laisser la place au best-seller 1307/1308/1309, voiture de l'année 1976. La 160 devient 1609 mais n'est plus commercialisée en France, et la 180 devient 1610. La 2 litres conserve son nom.
Il faut attendre le millésime 1979 pour que Simca associe le moteur 2 litres à une boîte manuelle sur le modèle 1610. La vitesse passe ainsi à 175 km/h. La stratégie de «l'automatisme ou rien» pour le moteur 2 litres pendant plus de 5 ans a vraisemblablement joué en défaveur de la Chrysler sur le marché hexagonal chroniquement allergique à ce type de transmission. Alors que la concurrence propose des équipements de plus en plus fournis (direction assistée, vitres électriques, verrouillage centralisé, voire climatisation), la Chrysler conserve quatre vitres manuelles et sa direction dépourvue d'assistance.
Une version Diesel est développée en Espagne par Barreiros pour répondre habilement à la fiscalité hispanique. Ce modèle ne franchira jamais la frontière. La Chrysler tire sa révérence en mai 1980, 275 000 exemplaires étant produits en dix ans. Ce volume correspond à la production d'un an de Renault 5. Les stocks continuent à être vendus jusqu'en 1981, alors que sa remplaçante, la Tagora, trône déjà en bonne place dans les halls d'exposition des concessionnaires Talbot.
Le moteur, réalésé à 2,2 litres, poursuit sa carrière dans les Talbot Tagora, Talbot-Matra Murena, Peugeot 505 Turbo et Citroën BX 4TC.

## Résultats sportifs
- Championnat d'Espagne de vitesse sur circuit - Tourisme constructeurs : 1977 et 1978 ;
- Championnat d'Espagne de vitesse sur circuit - Tourisme conducteurs : Manuel Juncosa 1976 (sur 2L.), et Juan Carlos Oñoro 1977 (sur 1.8L.).